# Dolmen vom Monte Serves
Der Dolmen vom Monte Serves liegt an einem Berghang in Verdelha do Ruivo bei Vialonga im Kreis Vila Franca de Xira im Distrikt Lissabon in der Estremadura in Portugal. 
Der 1972 ausgegrabene Dolmen wurde während geologischer Analysen in der Region Vila Franca de Xira von Octavio da Veiga Ferreira entdeckt. Es wurden nur wenige Artefakte gefunden, was eine Datierung des Denkmals erschwert. Aufgrund der Bauweise und unter Bezug auf andere charakteristische Exemplare in den benachbarten Regionen wird angenommen, dass er im Chalkolithikum gebaut wurde. Von Bedeutung ist die Existenz menschlicher Knochenreste von lediglich einer Person.
Das Denkmal wurde als Dolmen mit einem kurzen oder nicht vorhandenen Gang klassifiziert, mit einer südöstlich orientierten subtrapezförmigen annähernd symmetrischen offenen Kammer, die vermutlich mit Decksteinen bedeckt war. Es sind noch Reste des Tumulus sichtbar. 
Die Struktur von der sich die Endsteine und beidseitig oft einwärts geneigte Randsteine erhalten haben, zeigt Unterschiede, die Zweifel an ihrer archäologischen Bewertung aufkommen lassen. Ein wichtiges Detail ist die Tatsache, dass diese Megalithanlage im Vergleich zu gleichartigen sehr klein ist.
Der Dolmen ist keine Anta und wurde noch nicht als kulturelles Erbe registriert.